# 한국생활체육양궁연맹
한국생활체육양궁연맹(韓國生活體育洋弓聯盟, Korea Sports For All Archery Federation, KSFAAF)은 대한민국의 아마추어 양궁을 관할하는 스포츠 행정 기구이다.

## 참고 문헌
- “대한체육회 회원종목단체 경영공시”. 대한체육회.
- “대한양궁협회 등록 단체”. 대한양궁협회.

## 같이 보기
- 대한민국의 양궁
- 대한양궁협회
- 한국중고양궁연맹
- 한국대학양궁연맹
- 한국실업양궁연맹